# 合田彩
合田 彩（ごうだ あや、1967年6月 - ）は、日本の画家。北海道出身。

## 来歴・人物
北海道室蘭栄高等学校卒業、武蔵野美術大学中退。大学在学中に中国を旅し始め、新疆ウイグル自治区のカシュガルにて中国人画家・曹勇と出会う。1989年2月に北京で開催された曹勇の『カンリンポチェ断裂層（冈仁布齐断裂层）』連作を展示した個展を訪れた際、公安局による絵画没収事件が起こるのを目の当たりにする。曹勇は逮捕に至るかと危ぶまれる状況となる。
曹勇と合田彩は結婚手続きを取り、日本へ出国しようとするが、この後、二人はチベットの大規模な独立運動、天安門事件に揺れ動く中国を8か月間、逃亡することとなる。1995年、この時の体験を文章化する機会を経て、旅の日記をもとに曹勇の半生を綴った『逃（TAO）-異端の画家曹勇の中国大脱出』を刊行し、同年、第17回講談社ノンフィクション賞受賞。2009年、その英訳版がイギリス・アイルランドにおける世界図書・著作権デー (World Book Day) のイベントSpread the WorldのBooks to Talk About 2009の50冊にノミネートされる。
1998年、米国にて曹勇が『カンリンポチェ断裂層（冈仁布齐断裂层）』連作の最後の一枚を描き終えた時期に運命的に二人は離れることになる。その後、合田彩は故郷で蓮、天空、天使を題材にした自分の油彩画作品の制作をする傍ら、改めて日本を旅して、もう一度、母国を見つめる時間を過ごす。

## 著書
- 『逃（TAO）-異端の画家曹勇の中国大脱出』文藝春秋、1995年
  - スペイン語版『TAO - Escapada de China del pintor disidente Cao Yong』 Translated by Antonio Cabezas, CIRCE BOLSILLO, 1996
  - 英訳版『TAO - On the Road and On the Run in Outlaw China』Translated by Alison Watts, Portobello Books, 2007
  - ポーランド語版『TAO - Tułaczka wyjętych spod prawa uciekinierów po Chinach』Translated by Tomasz Bieroń, Zysk i S-ka,2011